# Michael Polanyi
Michael Polanyi   (Budapest, 11 de març de 1891 - Northampton, 22 de febrer de 1976) va ser un erudit hongarès–britànic que va ensenyar i va treballar en Fisicoquímica, Economia i Filosofia. Va ser membre de la Royal Society i membre del Merton College d'Oxford.

## Biografia
Polanyi va néixer en el si d'una família jueva. El seu germà major va ser l'economista polític Karl. El seu pare, Mihaly Polacsek, va ser enginyer i empresari de ferrocarrils, i el saló literari de la seva mare, Cecilia Wohl, era freqüentat pels intel·lectuals de Budapest. Polanyi es va graduar en Medicina el 1913 i va exercir com a metge en l'Exèrcit Austrohúngaro durant la I Guerra Mundial. Durant la convalescència (després de contreure la diftèria) el 1917 va escriure que faria el doctorat en Fisicoquímica per la Universitat de Budapest (sota la supervisió de Gusztáv Buchböck).
El 1920, va emigrar a Alemanya, acabant com a investigador químic en el Kaiser Wilhelm Institut (avui Institut Max Planck), en la secció de Química de la Fibra, a Berlín. Allí, es va convertir al cristianisme i es va casar amb Magda Elizabeth en una cerimònia catòlica. El 1929, van tenir un fill, John Charles Polanyi, que més tard arribaria a guanyar un Premi Nobel en química. El seu altre fill va arribar a ser un distingit economista. Amb l'arribada al poder el 1933 del Nazisme, Polanyi va acceptar un lloc de Fisicoquímica a la Universitat de Mánchester. A causa del desplaçament del seu interès des de la química cap a l'economia i finalment la filosofia, Manchester va crear un nou lloc per a ell en Ciències Socials (1948-58).

## Fisicoquímica
Els seus interessos científics van ser variats: va treballar en cinètica química, difracció de rajos X, i adsorció de gasos en superfícies sòlides.
El 1921, Polanyi va establir les bases matemàtiques de l'anàlisi per difracció de fibres.
El 1934, Polanyi, simultàniament que Geoffrey Ingram Taylor i Egon Orowan, es va adonar que la deformació plàstica de materials dúctils podia explicar-se en termes de les dislocacions que havia desenvolupat Vito Volterra el 1905. Aquesta idea va ser crítica per al desenvolupament de la mecànica de sòlids.

## Filosofia de la ciència
Des de mitjan 1930s, Polanyi va començar a mostrar la seva oposició a la idea prevalecent del positivisme científic, arguïnt que havia fracassat a reconèixer el paper que la responsabilitat personal i el coneixement tàcit juguen en la ciència.
Polanyi va argumentar que el positivisme fomenta la creença que la ciència hauria de ser dirigida per l'Estat. Va assenyalar el que havia ocorregut a la Genètica en la Unió Soviètica, una vegada que les doctrines de Trofim Lysenko van ser estimades com políticament correctes. Polanyi, com el seu amic Friedrich Hayek, va subministrar les raons per les quals és preferible una societat lliure. Juntament amb el biòleg John Baker, Polanyi va fundar la Societat per a la llibertat de la ciència que defensa aquest punt de vista.
Polanyi va veure l'objectivitat absoluta (objetivisme) com una falsa il·lusió i un fals ideal. Va criticar la noció de prevalença per la qual el mètode científic atorga la veritat de manera mecànica al científic. En comptes d'això, va argumentar que tot el coneixement és personal i, com a tal, depèn de suposicions fal·libles.
Els humans no estan mai separats de l'univers que observen, sinó que participen personalment en ell i, per tant, no es pot desenvolupar el coneixement "objectiu" pur i no esbiaixat. Les destreses humanes, els prejudicis i les passions no són defectes sinó que representen un paper important i necessari guiant el descobriment i la validació. Polanyi observa que la petjada d'un gran científic no és solament l'habilitat per identificar mitjançant la recerca aquestes qüestions científiques que condueixen amb certa probabilitat a una resolució reeixida. Aquesta habilitat deriva no solament de l'habilitat del científic de percebre patrons i connexions, sinó també dels seus interessos i predisposicions personals. Després, aquestes predisposicions alimenten la voluntat del científic d'arriscar la seva reputació confiant en una hipòtesi i defensant-la. Posa l'exemple de Copèrnic que va rebutjar la interpretació regnant de l'evidència que el sol, la lluna i els estels s'aixequen cada dia per l'Est i es posen per l'Oest per proposar que els cels no giren al voltant de la Terra. Polanyi al·lega que Copèrnic va arribar a la veritat objectiva de la relació veritable entre la terra i el sol, no seguint un mètode rígid sinó sucumbint a "la major satisfacció intel·lectual que ell va derivar del panorama celestial com vist des del sol en comptes de respecte de la terra ."
El que distingeix la seva al·legació que tot el coneixement és personal del relativisme és la seva creença en què nostra consciència tàcita ens connecta amb les realitats objectives.
La nostra consciència tàcita no obstant això confia en els supòsits adquirits en un context local, així que no podem simplement assumir que tenen validesa universal; hem de buscar la veritat però acceptem la possibilitat d'error. Qualsevol procés d'articulació inevitablement confia que no està articulat. Per exemple, la confiança en què no està articulat és la manera pel qual les paraules adquireixen significat, o sigui, el significat no és reductible a un conjunt de regles; està basat en la nostra experiència - on l'experiència no és alguna cosa que pugui simplement reduir-se a recopilacions de dades dels sentits.
Polanyi també reconeixia el paper de les pràctiques heretades (tradició i artesania). El fet que sapiguem més del que clarament podem articular ajuda a contribuir a la conclusió que molt coneixement procedeix del passat per mitjans no explícits (coneixement tàcit o coneixement implícit), per exemple, per mitjà de l'aprenentatge, és a dir, observant a un mestre i després practicant sota la guia del mestre.
Els seus escrits sobre la pràctica de la ciència van influenciar les idees i els treballs de Thomas Kuhn i Paul Feyerabend. Les seves idees també són recollides per Richard Sennett.

## Economia
En la seva recopilació d'assajos de 1951, The Logic of Liberty, Polanyi pretén poder aplicar la seva filosofia de la ciència a l'economia. Polanyi afirma que els científics cooperen amb els altres, o "s'autocoordinan," d'una manera similar a la manera en què els agents es coordinarien entre si en un mercat lliure. Segons ell, dins d'una estructura capitalista, les persones trien sense traves com usar els seus propis recursos per resoldre els problemes: els inventors poden investigar i produir nous béns i serveis; els científics poden produir i investigar noves teories. Sense una adreça central, això és, política, els consumidors determinarien el valor d'aquests productes: els compradors validarien els millors productes comprant-los, i les comunitats de científics validarien les millors teories confirmant-les i aprovant-les.
El "benefici", per a les comunitats de científics, pot ser vist d'una manera aproximada com la revelació de la veritat. D'igual manera, la comunitat legal és una comunitat dedicada lliurada a la persecució de la justícia.
Ell arguyó que a causa que les finalitats com la veritat i la justícia transcienden nostra habilitat per articular-los per complet, és desitjable una societat lliure que busqui donar a les comunitats d'especialistes la llibertat per perseguir aquestes finalitats. Els científics requereixen la llibertat per perseguir descobriments i reaccionar a les reivindicacions fetes pels seus iguals. Va encoratjar a les societats perquè permetessin als científics perseguir la veritat pel seu propi bé:

Els seus escrits inicialment van seguir la doctrina keynesiana, però va donar suport a la conveniència de les polítiques monetàries, en comptes de les fiscals, com a incentiu de la inversió. Va estudiar amb atenció el sistema socialista soviètic i es va oposar a tota forma de planificació. Va proposar el “ordre espontani” en l'evolució social, idea que més tard seria desenvolupada per Hayek. Segons això, els sistemes socials són molt complexos i per això només és possible el seu ordenament quan els individus són lliures per adaptar-se mútuament; d'això resultaria un ordre social “espontani” o “policèntric”.

"... Els científics, fent lliurement la seva pròpia elecció dels problemes i perseguint-los a la llum del seu propi judici personal, estan de fet cooperant com a membres d'una organització estretament teixida. ... 

"Tal acte-coordinació d'iniciatives independents condueix a un resultat conjunt que no està premeditat per cap dels quals ho han ocasionat. La seva coordinació està guiada per una mà invisible cap al descobriment conjunt d'un sistema ocult de coses. Ja que el seu resultat final és desconegut, aquesta classe de cooperació només pot avançar gradualment, i el resultat total serà el millor possible si cada pas consecutiu és decidit per la persona més competent per fer-ho... 

"Qualsevol intent d'organitzar el grup ... sota una sóla autoritat eliminaria les seves iniciatives independents i, per tant, reduiria la seva efectivitat conjunta a la de la persona sola que els dirigeix des del centre. Això, de fet, paralitzaria la seva cooperació." 

## Dret
L'obra de Polanyi The Logic of Liberty i la seva interpretació de la policentricidad ha tingut un últim impacte sobre la comunitat legal. La idea bàsica és que les repercussions no esperades fan impracticables moltes decisions judicials perquè, decidint una simple disputa, el tribunal exerceix influència d'un gran nombre de maneres i de forma impredictible.
Imagina que tirem d'un simple filament d'una tela d'aranya. La seva reacció seria bastant complicada només amb aquesta simple estirada, però ara dobleguem la força. En doblegar la força no doblegarem simplement totes les reaccions prèvies; la tela reaccionarà seguint un model de reaccions completament nou que distribueix les tensions seguint un nou i complex esquema. Com Lon L. Fuller va explicar en un article en l'Harvard Law Review, la qüestió judicial es converteix en un de "coneixent quan els elements policèntrics s'han convertit en alguna cosa tan significatiu i predominant que els límits apropiats d'adjudicació han estat aconseguits."

## Crítica delDarwinismei elreduccionisme
A la fi dels 60's i començaments dels 70's Polanyi va escriure assajos que tractaven sobre temes referits a l'origen de la vida. En Life's irreductible structure ell argumenta que la informació continguda en les molècules d'ADN és un fenomen no-material irreductible per a la física i la química. Polanyi va argumentar que l'acostament reduccionista, que és considerat l'ideal de la ciència, estava realment ennuvolant la nostra interpretació, i que el reconeixement de la irreductibilitat de la vida a la física i la química permetria a la ciència genuïna avançar en l'adreça correcta, fins i tot si aquesta demostració provés un avantatge menor en la persecució del descobriment.
En Transcendence and Self-transcendence el punt de vista mecanicista del món que la ciència ha heretat de Galileu, l'article és també minuciosament anti-reduccionista. Usant analogies Polanyi enuncia més arguments contra el determinisme i el mecanicisme en aquest article. aquests articles estan sent encara citats pels científics fins al dia d'avui i els arguments contra el mecanicisme i el reduccionisme exposats successivament per Polanyi en aquests articles són triats com a favorits entre els defensors de la teoria del disseny intel·ligent així com els biosemióticos.

## Coneixement tàcit
El concepte de Polanyi del coneixement tàcit està expressat més enterament en les conferències Gifford que va pronunciar el 1951–52 a la Universitat d'Aberdeen, més tard publicats com a Personal Knowledge. Mentre escrivia aquesta obra, va descobrir el que crida la "estructura del coneixement tàcit". Assenyala aquest concepte com el seu descobriment més important. En el coneixement tàcit les persones experimenten el món integrant les seves consciències complementàries en una consciència focal, un procés al que ell es refereix com "indwelling" o "inherencia".

## Família
El fill de Michael Polanyi, John Charles Polanyi, és un professor de química a la Universitat de Toronto, Canadà. El 1986 John Polanyi va ser premiat amb el Premi Nobel de Química pels seus treballs sobre "dinàmica de processos químics elementals ." El seu germà, Karl Polanyi, va ser un notable economista, i el seu nebot, Kari Polanyi-Levitt, és Professor Emèrit d'Economia a la universitat McGill de Mont-real.

### Articles (en espanyol)
- Perspectives i horitzons de la Filosofia de la Ciència a la volta del tercer mil·lenni. Velasco Gomes, Ambrosio.Facultat de Filosofia i Lletres. Universitat Nacional Autònoma de Mèxic, 2002.

### Articles (en anglès)
- "Possible Relationships Between Polanyi's Insights and Modern Findings in Psychology, Brain Research, and Theories of Science". W. Jim Neidhardt. JASA 31 (Març de 1979): 61-62.
- "The Biblical Insights of Michael Polanyi". Walter R. Thorson. JASA 33 (Setembre de 1981): 129-138.
- "Time, Chaos Theory and the Thought of Michael Polanyi". J.W. Stines. JASA 44 (Desembre de 1992): 220-227.